# José Ángel Sánchez Asiaín
José Ángel Sánchez Asiaín (Baracaldo, 1 de marzo de 1929-Madrid, 31 de diciembre de 2016) fue un empresario, profesor universitario y economista español. Ostentó el título de marqués de Asiaín desde 2010.

## Biografía
Se licenció en Económicas por la Universidad Comercial de Deusto, doctorándose en Economía en 1958 por la Universidad Central de Madrid.
Inició su andadura profesional como profesor en la Universidad de Deusto al tiempo que empezaba a trabajar en el Banco de Bilbao, obteniendo la cátedra de Hacienda Pública y Derecho Fiscal en la de Valladolid. En este tiempo se incorporó como secretario general técnico en el Ministerio de Industria. En 1968 obtuvo la cátedra en la Universidad de Bilbao, abandonando el trabajo en el Ministerio y relanzando su actividad en el Banco de Bilbao, donde pasa por la Dirección de Estudios, es nombrado director general y llega a ser Presidente del Consejo de Administración, puesto que ocupó hasta 1988, cuando se produce la fusión con el Banco de Vizcaya, pasando a ser Presidente de la nueva entidad (Banco Bilbao Vizcaya) hasta 1990, momento en el que abandona la actividad bancaria y es nombrado Presidente de la Fundación BBV, antecesora de la Fundación BBVA.
Formó parte del equipo directivo de distintas empresas, entre las que merece destacarse Altos Hornos de Vizcaya, Iberduero, Banco de Crédito Industrial y United International Bank, entre otras.
Del resto de sus actividades, destaca su condición de Presidente del Patronato del Museo del Prado de 1990 a 1993, y también su labor al frente de la Fundación Cotec, que presidió desde su creación en 1990  hasta 2012, cuando fue sustituido por Juan Miguel Villar Mir.
Desde que se retiró de la actividad bancaria, además de ser presidente de honor de la Fundación BBVA, fue consejero de varias entidades españolas y extranjeras, destacando el Instituto para las Obras de Religión de la Santa Sede, presidió el Consejo Social de la Universidad Politécnica de Madrid, la Fundación de Ayuda contra la Drogadicción y el Colegio Libre de Eméritos.
Fue doctor honoris causa por la Universidad del País Vasco y la Universidad Miguel Hernández. Fue académico de la Real Academia de la Historia, de la Real Academia de Ciencias Económicas y Financieras, de la Academia Europea de Ciencias y Artes y la Real Academia de Ciencias Morales y Políticas, y miembro honorario de la Real Academia de Bellas Artes de San Fernando.
Posee, entre otras, la Gran Cruz de la Orden de Alfonso X el Sabio y la Gran Cruz del Infante Don Enrique de Portugal; es Gran Oficial de la Orden del Mérito de la República Italiana y Gran Comendador de la Real Orden de la Estrella Polar de Suecia. Distinguido con el Lan Onari del Gobierno Vasco y el premio Juan Lladó de apoyo a la cultura y la investigación.

### Parientes vivos
Familia de Iñigo Sánchez Asiaín también empresario y socio de Portobello Capital con operaciones importantes de capital. Portobello Capital es una gestora independiente de capital privado en el sector del (en:) Middle Market que tiene negocio en principalmente en España e Italia.